# Wieringen
Wieringen (frison occidental : Wirringe) est une ancienne commune néerlandaise de Hollande-Septentrionale. Elle est rattachée au continent à l'ouest par l'Amsteldiepdijk, au sud par le Wieringmeerpolder et à l'est par l'Afsluitdijk. La commune borde au nord la mer des Wadden et à l'ouest l'Amstelmeer.

## Histoire
La commune constitue la totalité d'une ancienne île rattachée au continent à la fin des années 1920, par la construction à l'ouest de l'Amsteldiepdijk. Elle a perdu son caractère insulaire avec la construction du Wieringmeerpolder, et a servi de tête de pont occidentale pour l'Afsluitdijk presque simultanément.
Le projet de Wieringerrandmeer visait à lui redonner son caractère insulaire, en créant un lac de bordure, mais il fut abandonné à cause d'un coût trop élevé. 
Depuis 2012, la commune a été fusionnée avec d'autres pour former la nouvelle commune d'Hollands Kroon.

## Paysage
Le paysage de Wieringen est différent des environs, le Wieringmeerpolder au sud connaissant des alignements rectilignes.
Les routes sont escarpées. Le paysage est vallonné par des moraines formées lors de la dernière glaciation. Des observatoires permettent d'observer la nature.